# دنی بویل
دنی بویل (به انگلیسی: Danny Boyle) (زاده ۲۰ اکتبر ۱۹۵۶) کارگردان انگلیسی برنده جایزه اسکار و گلدن گلوب و تهیه‌کننده سینما است. از معروف‌ترین آثار او می‌توان از رگ‌یابی، ۲۸ روز بعد، آفتاب و میلیونر زاغه‌نشین نام برد. او طراح مراسم افتتاحیه المپیک ۲۰۱۲ لندن بود که در تاریخ ۲۷ ژوئیه ۲۰۱۲ برگزار شد.

## زندگی و حرفه
دنی بویل در رادکلیف لانکاشیر در یک خانواده ایرلندی کاتولیک به دنیا آمد. او پس از چندین سال فعالیت در تئاتر و تلویزیون، نخستین فیلمش با نام گودال کم‌عمق را در سال ۱۹۹۴ کارگردانی کرد اما دومین ساخته بویل، رگ‌یابی در سال ۱۹۹۶، نام او را به‌طور گسترده‌تری مطرح کرد. بویل موفق‌ترین فیلمش را در سال ۲۰۰۸ کارگردانی کرد. میلیونر زاغه‌نشین مورد استقبال صاحب‌نظران قرار گرفت و موفق به دریافت چهار جایزه اصلی شصت و ششمین دوره گلدن گلوب و دریافت هشت جایزه اسکار در هشتاد و یکمین مراسم آکادمی آوارد از جمله جایزه بهترین کارگردان شد.
دنی بویل به خاطر کارگردانی میلیونر زاغه‌نشین از سوی نشریه سینمایی اسکرین دیلی به‌عنوان بهترین کارگردان سال ۲۰۰۸ میلادی برگزیده شد.

## فیلم‌شناسی
| سال  | فیلم                 | کارگردان | تهیه‌کننده | نویسنده | توضیحات           |
| ---- | -------------------- | -------- | --------- | ------- | ----------------- |
| ۱۹۹۴ | قبر کم‌عمق            | آری      |           |         |                   |
| ۱۹۹۶ | رگ‌یابی               | آری      |           |         |                   |
| ۱۹۹۷ | شهرهای دوقولو        | نه       | آری       |         | میدر اجرایی تولید |
| ۱۹۹۷ | یک زندگی کمتر معمولی | آری      |           |         |                   |
| ۲۰۰۰ | ساحل                 | آری      |           |         |                   |
| ۲۰۰۲ | ۲۸ روز بعد           | آری      |           |         |                   |
| ۲۰۰۴ | میلیون‌ها             | آری      |           |         |                   |
| ۲۰۰۷ | آفتاب                | آری      |           |         |                   |
| ۲۰۰۷ | ۲۸ هفته بعد          | نه       | آری       | نه      | مدیر اجرایی تولید |
| ۲۰۰۸ | میلیونر زاغه‌نشین     | آری      | نه        | نه      |                   |
| ۲۰۰۸ | مثلث عشق بیگانه      | آری      |           |         | کوتاه             |
| ۲۰۱۰ | ۱۲۷ ساعت             | آری      | آری       | آری     |                   |
| ۲۰۱۳ | خلسه                 | آری      | آری       | نه      |                   |
| ۲۰۱۵ | استیو جابز           | آری      | آری       | نه      |                   |
| ۲۰۱۷ | رگیابی تی۲           | آری      | آری       | نه      |                   |
| ۲۰۱۷ | نبرد دو جنس          | نه       | آری       |         |                   |
| ۲۰۱۹ | دیروز                | آری      | آری       | نه      |                   |
| ۲۰۲۵ | ۲۸ سال بعد           | آری      | آری       | آری     |                   |

## جایزه‌ها
- جایزه اسکار (۲۰۰۸): بهترین کارگردان برای فیلم میلیونر زاغه‌نشین.[۳]
- جایزه گلدن گلوب (۲۰۰۹): بهترین کارگردان فیلم درام[۱]